# Proprioseiopsis gelikmani
Proprioseiopsis gelikmani är en spindeldjursart som först beskrevs av Wainstein och Arutunjan 1970.  Proprioseiopsis gelikmani ingår i släktet Proprioseiopsis och familjen Phytoseiidae. Inga underarter finns listade i Catalogue of Life.